# Walter Fochesato
Walter Fochesato (Camogli, 16 marzo 1948) è uno scrittore e saggista italiano, studioso di letteratura per l'infanzia e storia dell'illustrazione.

## Biografia
Nato a Camogli nel 1948, dopo la laurea presso la Facoltà di Magistero, a metà degli anni 1980 inizia l'attività di maestro e, parallelamente, quella di saggista.
Nel 1989, pubblica per Bertello un testo di educazione linguistica per l'ultimo anno delle scuole primarie. Nel 1996 inizia a dedicarsi al tema della tecniche di narrazione dei conflitti nella letteratura per ragazzi, pubblicando con Mondadori il saggio La guerra nei libri per ragazzi; allo stesso tema successivamente dedica altri saggi, due editi da Interlinea nel 2011 (Raccontare la guerra) e nel 2015 (Il gioco della guerra), e uno da Donzelli nel 2015 (La Grande Guerra raccontata ai ragazzi). Riguardo al campo di studio dell'illustrazione, nel 2005 pubblica sempre con Mondadori il saggio Libri illustrati: come sceglierli?.
Fra il 1995 e il 1996 pubblica la fortuna serie in quattro volumi Belin!, dedicata alla lingua genovese, ai suoi modi di dire, ai turpuloqui dialettali e agli antichi proverbi. Fra gli anni 1990 e i 2020 si dedica in particolare alla tradizione etnografica e popolare in relazione all'illustrazione, pubblicando anche alcuni volumi sulle tradizioni gastronomiche, e collaborando in particolare con Virgilio Pronzati e Pino Boero.
Studioso di letteratura per l'infanzia e storia dell'illustrazione, ha insegnato Letteratura per l'infanzia all'Università di Genova, e Storia dell'illustrazione e della pubblicità all'Accademia di belle arti di Macerata.
Coordinatore redazionale della rivista Andersen è membro della giuria del Premio Rodari e della commissione per la laurea magistrale in Scienze della formazione primaria all'Università di Genova.
Ha una figlia e vive a Genova.

## Opere
- Walter Fochesato e Claretta Marchi, Se fossi un poeta scriverei poesie, Sagep, 1986.
- Per una scuola a strisce: proposta bibliografica su scuola e fumetto, Sagep, 1986.
- Walter Fochesato e Francesca Tommasi, L'estate è..., Black Cat-Cideb, 1991, ISBN 9788877540140.
- A toccar le terre di Cipango. Colombo nell'illustrazione per l'infanzia, Provincia di Genova, 1992.
- La guerra nei libri per ragazzi, Mondadori, 1996, ISBN 9788804415398.
- Walter Fochesato, Belin!, Il Golfo, 1995, ISBN 8875290008.
- Walter Fochesato, Belin!!, Il Golfo, 1996, ISBN 8875290016.
- Walter Fochesato, Belin!!!, Il Golfo, 1996, ISBN 8875290024.
- Walter Fochesato e Virgilio Pronzati, L'acciuga, Feguagiskia' Studios, 1998, ISBN 9788875290092.
- Walter Fochesato e Virgilio Pronzati, Stoccafisso & baccalà, Feguagiskia' Studios, 1999, ISBN 9788875290108.
- Libri illustrati: come sceglierli?, Mondadori, 2000, ISBN 9788868431907.
- Walter Fochesato e Donatella Curletto, L'altra metà di Pinocchio. Un burattino e le sue illustratrici, Provincia di Genova, 2002.
- Bim bum bà stocchefisce e baccalà, Feguagiskia' Studios, 2003, ISBN 8875290202.
- Belinate: frizzi e lazzi, motti e detti in lingua genovese, Feguagiskia' Studios, 2004, ISBN 8875290415.
- Lupus in fabula, Titivillus, 2005, ISBN 9788872180976.
- Baccicin vattene a ca', Feguagiskia' Studios, 2005, ISBN 9788875290511.
- Il ritorno del prode Anselmo. Segni e colore dell'illustrazione italiana, Museo Etnografico Tiranese, 2008, ISBN 9788887523188.
- Auguri di buon Natale. Arte e tradizione delle cartoline augurali, Interlinea, 2010, ISBN 9788882127428.
- Raccontare la guerra, Interlinea, 2011, ISBN 9788868574345.
- Walter Fochesato, Pino Boero e Felice Pozzo, Il corsaro nero, FrancoAngeli, 2011, ISBN 9788856838183.
- Il gioco della guerra, Interlinea, 2015, ISBN 9788868570323.
- Walter Fochesato, Marnie Campagnaro, Davide Boero e Ilaria Filograsso, La Grande Guerra raccontata ai ragazzi, Donzelli Editore, 2015, ISBN 9788868431907.
- Cristina Lubrano e Walter Fochesato, GattoNando per Genova. Una guida curiosa!, Fabbrica Musicale, 2016, ISBN 9788898923038.
- Le pubblicità di Natale che hanno fatto epoca, Interlinea, 2017, ISBN 9788868571467.
- Il campanile scocca la mezzanotte santa, Interlinea, 2018, ISBN 9788868572181.
- Walter Fochesato, Gioielli su carta. Ricchezze dorate fra disegni e cartoline: da Valenza all’Italia, a cura di Riccardo Massola, Interlinea, 2018, ISBN 9788868572433.
- Walter Fochesato e Pino Boero, A föa do bestento. Fiabe liguri, Chinanski edizioni, 2018, ISBN 9788899759537.
- Walter Fochesato e Pino Boero, L'alfabeto di Gianni, Coccole Books, 2019, ISBN 9788894970159.
- La fabbrica della fantasia. Storie editoriali di libri per ragazzi, Edizioni Santa Caterina, 2020, ISBN 9788896120415.